# Wereldkampioenschap voetbal 2018 (Groep C) Denemarken - Australië
Dit artikel gaat over de wedstrijd in de groepsfase in groep C tussen Denemarken en Australië die gespeeld werd op donderdag 21 juni 2018 tijdens het wereldkampioenschap voetbal 2018. Het duel was de 22e wedstrijd van het toernooi.

## Voorafgaand aan de wedstrijd
- Denemarken stond bij aanvang van het toernooi op de twaalfde plaats van de FIFA-wereldranglijst.[1]
- Australië stond bij aanvang van het toernooi op de zesendertigste plaats van de FIFA-wereldranglijst.[2]
- De confrontatie tussen de nationale elftallen van Denemarken en Frankrijk vond driemaal eerder plaats.[3]
- Het duel vond plaats in het Cosmos Arena in Samara. Dit stadion werd in 2018 geopend en heeft een capaciteit van 44.918.

## Wedstrijdgegevens[4]
| Datum                | 22 juni 2018                                                                           | 22 juni 2018                                                                           |
| Wedstrijdnummer      | 22                                                                                     | 22                                                                                     |
| Stadion              | Cosmos Arena, Samara                                                                   | Cosmos Arena, Samara                                                                   |
| Toeschouwers         | 40.727                                                                                 | 40.727                                                                                 |
| Scheidsrechter       | Antonio Mateu                                                                          | Antonio Mateu                                                                          |
| Assistenten          | Pau Cebrian Roberto Diaz                                                               | Pau Cebrian Roberto Diaz                                                               |
| Vierde official      | Bamlak Tessema Weyesa                                                                  | Bamlak Tessema Weyesa                                                                  |
| Videoscheidsrechters | Mark Geiger Jair Marrufo (assistent) Joe Fletcher (assistent) Paolo Valeri (assistent) | Mark Geiger Jair Marrufo (assistent) Joe Fletcher (assistent) Paolo Valeri (assistent) |
| Man van de wedstrijd | Christian Eriksen                                                                      | Christian Eriksen                                                                      |
|                      | Denemarken                                                                             | Australië                                                                              |
| Doelpunten           | 1                                                                                      | 1                                                                                      |
| Gele kaarten         | 2                                                                                      | 0                                                                                      |
| Rode kaarten         | 0                                                                                      | 0                                                                                      |
| Wissels              | 2                                                                                      | 3                                                                                      |
| Schoten op doel      | 5                                                                                      | 5                                                                                      |
| Schoten naast doel   | 5                                                                                      | 9                                                                                      |
| Overtredingen        | 7                                                                                      | 5                                                                                      |
| Hoekschoppen         | 3                                                                                      | 5                                                                                      |
| Buitenspel           | 1                                                                                      | 0                                                                                      |
| Vrije trappen        | 5                                                                                      | 8                                                                                      |
| Balbezit (%)         | 49                                                                                     | 51                                                                                     |

| Denemarken | 1 – 1          | Australië |
| (Nicolai Jørgensen) Christian Eriksen 7' | goals (assist) | 38' (pen.) Mile Jedinak |
| Åge Hareide | bondscoach     | Bert van Marwijk |
| Kasper Schmeichel Simon Kjær Andreas Christensen Thomas Delaney Nicolai Jørgensen 68' Christian Eriksen Henrik Dalsgaard Jens Stryger Larsen Lasse Schöne Yussuf Poulsen 59' Pione Sisto | opstellingen   | Mathew Ryan Mark Milligan Mathew Leckie Robbie Kruse 68' Andrew Nabbout 75' Aaron Mooy Mile Jedinak Aziz Behich Josh Risdon Trent Sainsbury Tom Rogic 82' |
| Martin Braithwaite 59' Andreas Cornelius 68' | wissels        | 68' Daniel Arzani 75' Tomi Jurić 82' Jackson Irvine |
| Yussuf Poulsen 37' Pione Sisto 84' | gele kaarten   | |
| | rode kaarten   | |